# Oxelösund
Oxelösund est une ville de Suède, chef-lieu de la commune d'Oxelösund, dans le comté de Södermanland. 10 843 personnes y vivent.

## Jumelage
La ville fait partie du douzelage depuis 1998.